# 李家发 (安徽)
李家发（1934年6月—1953年7月13日），又名春生，安徽省南陵县泉塘乡（今家发镇）岩虎村人，中国人民志愿军一级战斗英雄，被譽為“鐵腿通信員”。

## 生平
1951年6月参加中国人民志愿军，任志愿军第六十七军一九九师五九五团一连二排六班战士。1952年10月加入中国新民主主义青年团。1953年春天，部队整编后编入1连2排6班，为排长通信员。1953年7月13日夜，在金城战役反击南朝鲜军的轿岩山战斗中，攻击部队被敌地堡火力所阻，他在执行爆破任务时，炸毁主地堡外围3个火力点，右脚负伤，左腿打穿，身上七处负伤，最后手雷用完，他用胸膛堵住暗堡机枪射孔，为战友赢得时机，牺牲时年仅19岁。

## 纪念
李家发牺牲后，所在部队党委依其生前的申请，追认他为中国共产党党员。1953年9月，中国人民志愿军领导机关为他追记特等功，并追授“中国人民志愿军一级战斗英雄”称号。1953年12月15日，朝鲜民主主义人民共和国最高人民会议常任委员会追授他“朝鲜民主主义人民共和国英雄”称号和金星奖章、一级国旗勋章。其家乡将泉塘乡改为家发乡（今家发镇）。